# Route 336 (Nouvelle-Écosse)
Pour les articles homonymes, voir Route 336.
La route 336 est une route secondaire de la Nouvelle-Écosse d'orientation nord-sud située dans le centre de la province, au nord d'Halifax et au sud-est de Truro. Elle est une route moyennement empruntée, servant de route connectrice entre les routes 224 et 289. De plus, elle mesure 23 kilomètres, et est une route asphaltée sur l'entièreté de son tracé.

## Tracé
La route 336 débute à Upper Musquodoboit, sur la route 224. Elle commence par se diriger vers le nord-est sur 9 kilomètres, jusqu'à Dean, où elle tourne vers le nord et tombe dans le Comté de Colchester, alors qu'elle était avant de la Comté d'Halifax. Elle suit ensuite le ruisseau Newton, puis possède un virage de 90° vers la droite à Newton Mills. Elle tourne à nouveau abruptement à Eastville, 6 kilomètres au nord-est, puis se termine à Springside sur la route 289 en direction de Brookfield ou de New Glasgow . 

## Communautés traversées

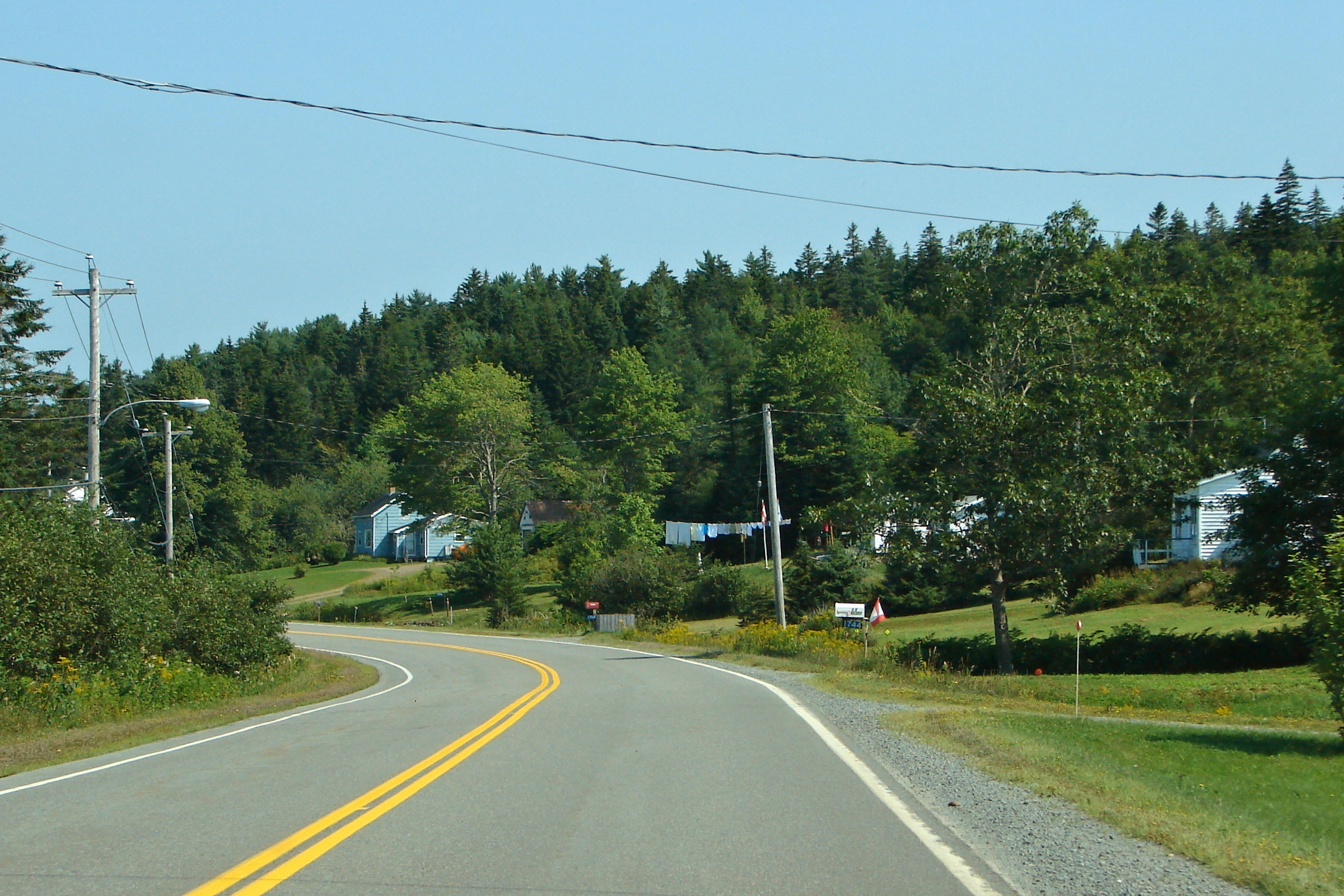
Route 336 à Dean

1. Upper Musquodoboit (0)
2. Dean (9)
3. Newton Mills (15)
4. Eastville (21)
5. Springside (23)